# Hadeik
Hadeik (od Hades) – jednostka stratygraficzna w randze eonu, odpowiadająca okresowi w dziejach Ziemi, przed i w trakcie formowania się skorupy ziemskiej. Poprzedza archaik. Hadeik trwał około 0,6 mld lat – od 4,567 do 4,0 mld lat temu.
W tym czasie powstał Księżyc.
Datowane na ten okres są kryształy cyrkonu (w złożach zachodniej Kanady i zachodniej Australii), do których powstania niezbędna była woda w stanie płynnym, oraz wstęgowe rudy żelaziste na Grenlandii, zawierające węgiel organiczny, co może świadczyć o jakiejś formie fotosyntezy. Bardzo  prawdopodobne jest, że w tym czasie mogło formować się już życie na Ziemi.
Nazwy spotykane w innych językach: ang. Pre-Archean (pre-archaik), Priscoan period (od łac. priscus 'dawny'), ros. катархей (z gr. κατἀρχαῖος 'poniżej archaiku').